# Din (árabe)
Dīn (en árabe: دين, romanizado:Dīn, también referenciado como Deen) es una palabra árabe que posee tres significados generales: juicio, costumbre, y religión. Es utilizado tanto por musulmanes como cristianos árabes. En el islam, el término se refiere a la forma de vida que los musulmanes deben adoptar para cumplir la sharia, que abarca creencias, naturaleza y hechos. El término aparece 98 veces en el Corán con diferentes connotaciones, incluyendo en la frase yawn al-din, generalmente traducido como Juicio Final.

## Etimología
El dīn árabe posee cognados semíticos, incluyendo del hebreo "dīn" (דין), del arameo dīnā (דִּינָא), del amhárico dañä (ዳኘ) y del ugarítico dyn (𐎄𐎊𐎐). 
El sentido de juicio árabe es comúnmente derivado de la raíz hebrea-aramea. El término hebreo "דין", transcrito como "dīn", significa "ley" o "juicio". En el Cábala del judaísmo, el término puede, junto a "gevurah" (cognado del árabe "jabaarah"), referirse a "poder" y "juicio". En el antiguo Israel, el término apareció en gran medida en procedimientos administrativos y legales, es decir, Bet Din, que literalmente significa ''casa del juicio'', un antiguo bloque de construcción del sistema judicial judío.
Algunos expertos como Theodor Nöldeke y Karl Vollers, han derivado el sentido árabe de religión desde el término pahlaví den (revelación, religión), vinculado con el concepto zoroástrico daena. Otros, como Maurice Gaudefroy-Demombynes y Louis Gardet, encontraron esta derivación como poco convincente.
El significado árabe ''tradición, usanza'' ha sido derivado por léxicologistas clásicos y modernos desde las formas verbales árabes dāna (estar en deuda) y dāna li- (sometido a). Louis Gardet considera que los significados árabes y hebraicos están relacionados por medio de nociones de retribución, deuda, obligación, costumbre, y dirección, lo que lo lleva a traducir yawn al-din como ''el día en el que Dios dé una dirección a cada ser humano''.

## Uso en el islam

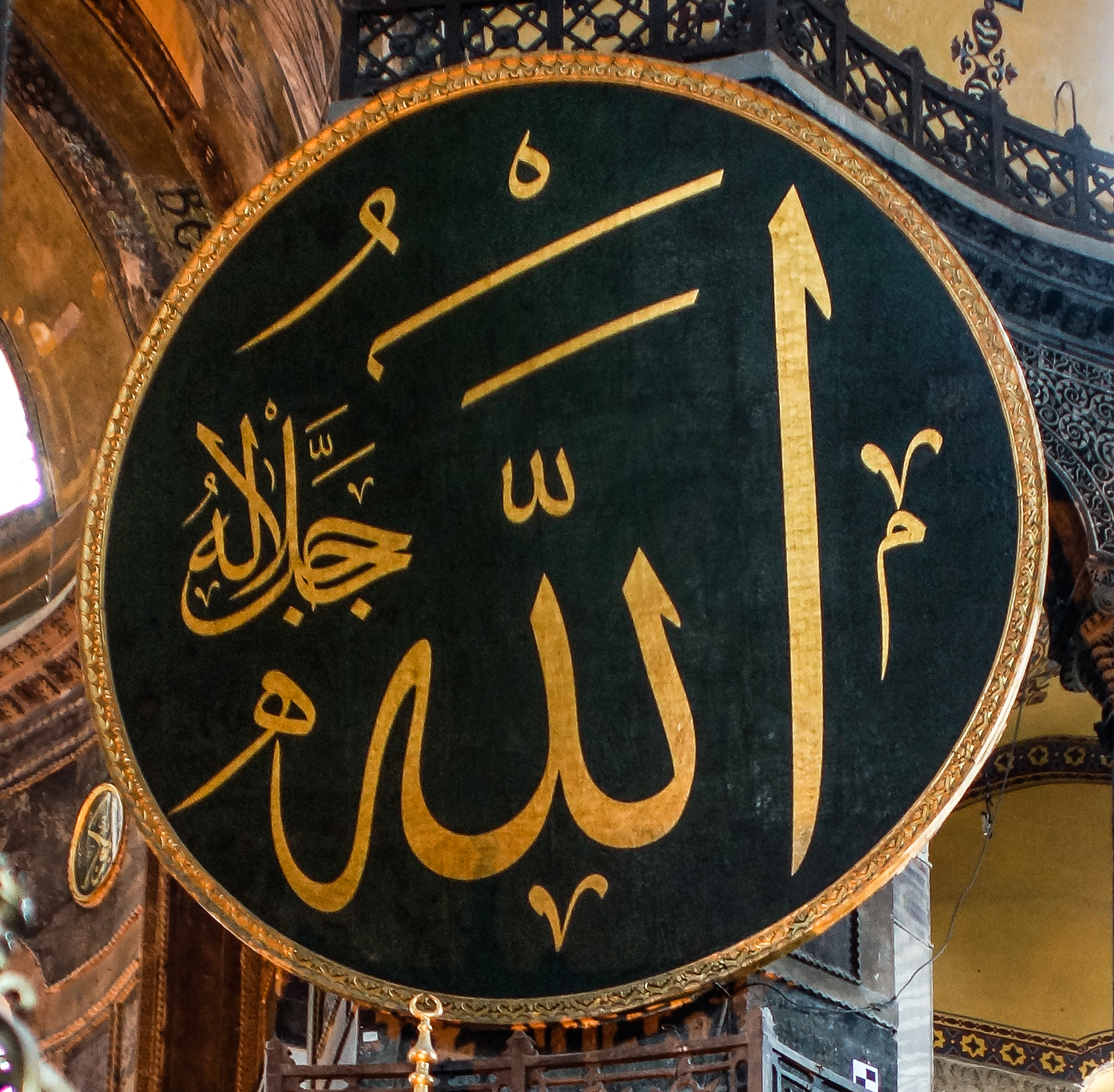
Inscripción de Alá en Santa Sofía.

Se dice que la palabra Dīn aparece en 79 versos del Corán, pero, debido a que no hay una traducción exacta del término en inglés, su definición precisa ha sido objeto de algunos malentendidos y desacuerdos. Por ejemplo, el término ha sido usualmente traducido en el Corán como ''religión''. Sin embargo, en el mismo Corán, el acto de sumisión ante Dios siempre se conoce más como Dīn que como Madhhab (مذهب), que es el término árabe para ''religión''.
Algunos eruditos del Corán han traducido Dīn en algunos pasajes como "fe"; otros sugieren que el término ''ha sido utilizado en variadas formas y significados, por ejemplo, sistema, poder, supremacía, ascendencia, soberanía o señorío, dominio, ley, constitución, maestría, gobierno, reino, decisión, resultado final, recompensa y castigo. Por otro lado, esta palabra también ha sido usada como significado de obediencia, sumisión y lealtad".
Además de los dos usos generales mencionados anteriormente, de soberanía por un lado y sumisión por el otro, hay quienes han notado que el término Dīn también ha sido utilizado ampliamente en las traducción del Corán bajo un tercer significado. Esto se evidencia especialmente al inicio del capítulo al-Fātiḥah, en donde el término es traducido en casi todas sus versiones en inglés como ''juicio'':

1:4  مَٰلِكِ يَوْمِ ٱلدِّينِ

transcrito como "Maliki yawmi ad-Dīni," y (usualmente) traducido como "Maestro del Día del Juicio".
Corán, cap. al-Fātiḥah

El célebre ulema Fazlur Rahman Malik sugirió que Dīn es la palabra más indicada para expresar el concepto de ''el camino a seguir''. En aquella interpretación, Dīn es el correlato exacto de la Sharia: "mientras que la Sharia es la formación de la senda del camino y su sujeto propio es Dios, Dīn es lo que sigue tras ese camino, y el sujeto es el hombre''. Por lo tanto: "si abstraemos los puntos de referencia divinos y humanos, la Sharia y el Dīn podrían ser idénticos en lo que respecta al 'Camino' y su contenido".

Narrado por Abu Huraira, el Profeta dijo "La religión (Dīn) es muy fácil y quién se sobrecargue en su fe no podrá continuar de esa forma. Por lo tanto, no deben ser extremistas, sino que deben tratar de estar cerca de la perfección y recibir las buenas nuevas de que serás recompensado, y obtendrás fuerzas adorando por las mañanas y las noches.
Sahih al-Bukhari, 1:2:38, (Fath-ul-Bari, pp. 102, Vol 1)